# Verdensmesterskabet for klubhold i fodbold
Verdensmesterskabet for klubhold i fodbold eller FIFA Club World Cup er en fodboldturnering for mænd, hvor den bedste klub fra hvert kontinent deltager. Turneringen afløste Intercontinental Cup (Toyota Cup), og den første udgave af FIFA Club World Cup blev spillet i Rio de Janeiro og Sao Paulo i Brasilien 2000 med otte deltagende klubber, bl.a. Manchester United og Real Madrid. Siden 2005 har turneringen fast været afholdt i Japan.
Det bedste klubhold fra Afrika, Asien, Europa, Nordamerika, Oceanien og Sydamerika deltager. Endvidere har fra 2007 vinderen af J-League i Japan fået en kvalifikationskamp mod holdet fra Oceanien om en kvartfinaleplads, mens klubberne fra Afrika, Asien og Nordamerika indleder turneringen med kvartfinaler, og endelig træder holdene fra Europa og Sydamerika ind direkte i semifinalen.

## VM for klubhold 2025
Fra 2025 vil der være en ny udgave af VM for klubhold som kun bliver spillet hvert fjerde år, og med 32 klubber fordelt på 8 grupper.

## Turneringen
| År   | Arrangørland               | Vinder             | Resultat                | Toer            |
| ---- | -------------------------- | ------------------ | ----------------------- | --------------- |
| 2000 | Brasilien                  | Corinthians        | 0-0 (4-3) efter straffe | Vasco da Gama   |
| 2005 | Japan                      | São Paulo FC       | 1-0                     | Liverpool FC    |
| 2006 | Japan                      | Internacional      | 1-0                     | Barcelona       |
| 2007 | Japan                      | AC Milan           | 4-2                     | Boca Juniors    |
| 2008 | Japan                      | Manchester United  | 1-0                     | Liga de Quito   |
| 2009 | Forenede Arabiske Emirater | Barcelona          | 2-1 e.f.s.              | Estudiantes     |
| 2010 | Forenede Arabiske Emirater | Inter              | 3-0                     | Mazembe         |
| 2011 | Japan                      | Barcelona          | 4-0                     | Santos          |
| 2012 | Japan                      | Corinthians        | 1-0                     | Chelsea         |
| 2013 | Marokko                    | FC Bayern München  | 2-0                     | Raja Casablanca |
| 2014 | Marokko                    | Real Madrid        | 2-0                     | San Lorenzo     |
| 2015 | Japan                      | Barcelona          | 3-0                     | River Plate     |
| 2016 | Japan                      | Real Madrid        | 4-2 e.f.s.              | Kashima Antlers |
| 2017 | Forenede Arabiske Emirater | Real Madrid        | 1-0                     | Gremio          |
| 2018 | Forenede Arabiske Emirater | Real Madrid        | 4-1                     | Al Ain FC       |
| 2019 | Qatar                      | Liverpool FC       | 1-0 e.f.s.              | Flamengo        |
| 2020 | Qatar                      | FC Bayern München  | 1-0                     | Tigres          |
| 2021 | Kina                       | Chelsea F.C.       | 2-1 e.f.s.              | Palmeiras       |
| 2022 | 🇲🇦 Marokko                 | 🇪🇸 Real Madrid     | 5-3                     | 🇸🇦 Al Hilal     |
| 2023 | 🇸🇦Syd Arabien              | 🏴󠁧󠁢󠁥󠁮󠁧󠁿 Manchester City | 4-0                     | 🇧🇷 Fluminense   |
| 2024 | 🇶🇦Qatar                    | 🇪🇸 Real Madrid     | 3-0                     | 🇲🇽Pachuca       |